# The Metamorphosis Melody
The Metamorphosis Melody – trzeci album niemiecko-norweskiej grupy folk metalowej Midnattsol. Wydany w 2011 roku przez wytwórnię Napalm Records.

## Lista utworów
Wszystkie utwory napisane przez Carmen Elise Espenæs.
1. ”Alv” -	01:45
2. ”The Metamorphosis Melody” -	05:52
3. ”Spellbound” -	05:23
4. ”The Tide” -	05:16
5. ”A Poet's Prayer” 	- 05:31
6. ”Forlorn” 	- 04:49
7. ”Kong Valemons Kamp” 	- 06:34
8. ”Goodbye” -	03:31
9. ”Forvandlingen” -	06:53
10. ”Motets Makt” -	05:21
11. ”My Re-creation” -	05:24
12. ”A Predator's Prey”(dostępny tylko w limitowanej edycji)  – 05:29

## Wykonawcy
- Carmen Elise Espenæs - wokal
- Alex Kautz - gitara akustyczna
- Daniel Droste - gitara, wokal (na bonusowym CD)
- Birgit Öllbrunner - gitara basowa, harpia
- Chris Merzinsky - perkusja
- Daniel Fischer - klawisze